# Horace-Bénédict de Saussure
Horace-Bénédict de Saussure (Conches, 17 februari 1740 - Genève, 22 januari 1799) was een Geneefs natuuronderzoeker, landmeter en alpinist. Hij wordt beschouwd als een van de stichters van het alpinisme. Hij deed verschillende ontdekkingen in de botanie, meteorologie, geologie, scheikunde en natuurkunde en bracht de natuur van de Alpen in kaart.

## Levensloop
Saussure was van jongs af aan geïnteresseerd in botanie, een interesse die werd aangewakkerd door zijn oom, de bioloog Charles Bonnet (1720-1793). In 1758 ontmoette hij Albrecht von Haller (1708-1777). Vanwege zijn interesse in de natuur maakte hij veel reizen door de Franse, Italiaanse en Zwitserse Alpen, waarbij hij niet alleen de flora maar ook de topografie en geologie bestudeerde. In 1760 berekende hij dat de Mont Blanc de hoogste top in de Alpen is en loofde hij een beloning uit voor degene die de (op dat moment onbeklommen) top als eerste bereikte.

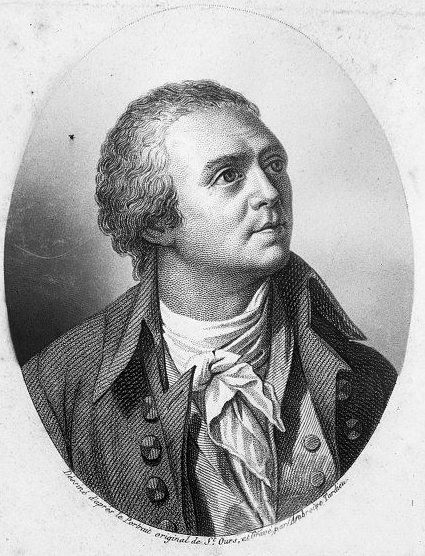
Horace-Bénédict de Saussure
(19e eeuw), gravure door Ambroise Tardieu

Op 22-jarige leeftijd werd Saussure in 1762 benoemd tot hoogleraar in de filosofie aan de Academie de Genève. Tijdens een bezoek aan Londen in 1768 werd hij tot buitenlands fellow van de Royal Society benoemd. In 1772 stichtte hij in Genève een genootschap onder de naam Société pour l'Avancement des Arts.
In 1785 deed hij zelf een mislukte poging de top van de Mont Blanc te bereiken. Op 8 augustus 1786 waren het de jager Jacques Balmat en de dokter Michel Paccard, beiden uit Chamonix, die als eersten de top bereikten. Saussure zou zelf in 1787 de top bereiken, om daar metingen uit te voeren.
Saussure was de vader van de schrijfster Albertine Necker de Saussure (1766-1841) en de scheikundige en botanicus Nicolas-Théodore de Saussure (1767-1845).

## Werk

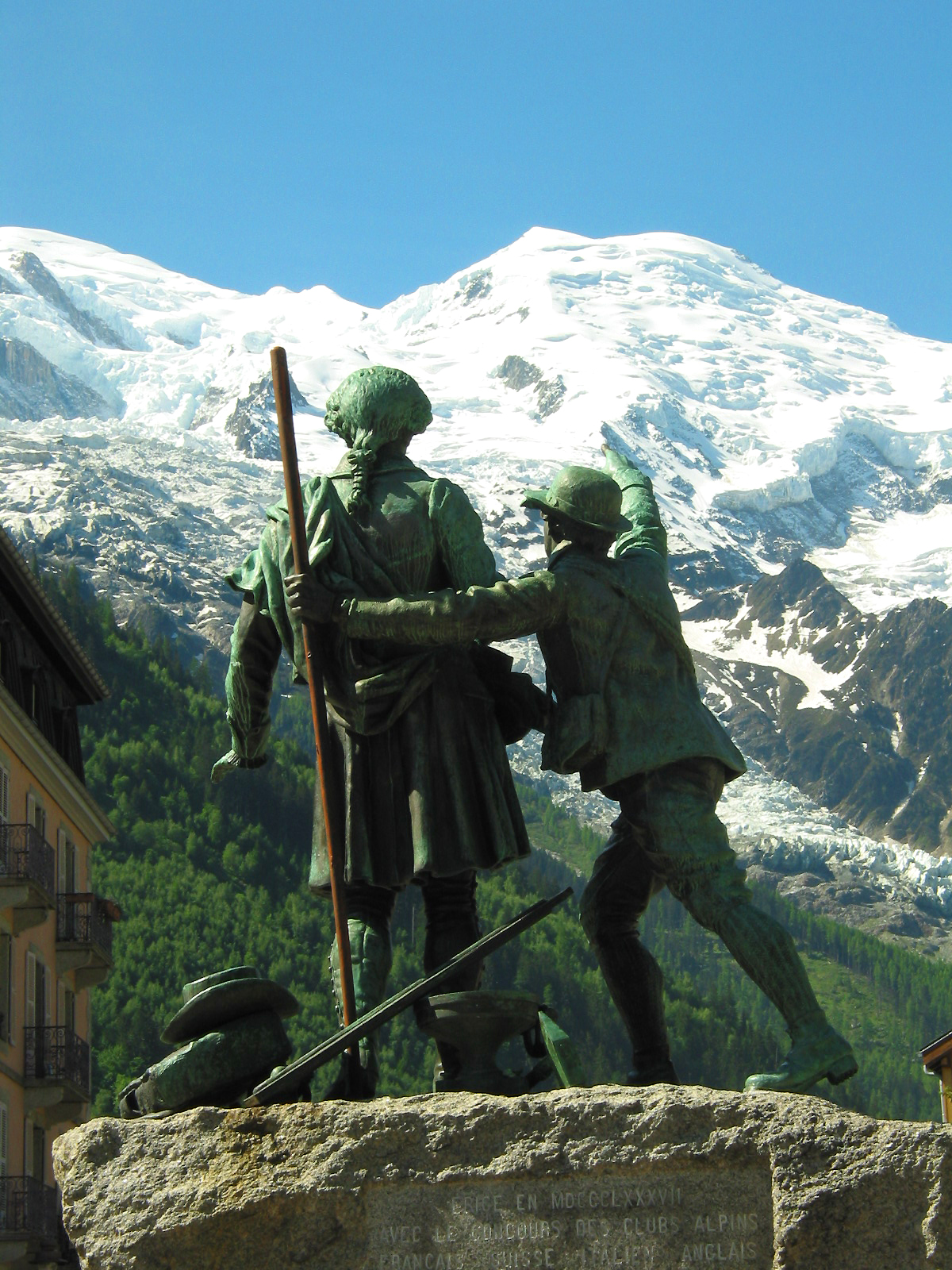
Standbeeld van de eerste beklimmer Jacques Balmat met Saussure in Chamonix. Balmat wijst Saussure de top van de Mont Blanc

Saussure beschreef de geografie van de Alpen in zijn reisverslagen (Voyages dans les Alpes), die tussen 1779 en 1796 gepubliceerd werden. Behalve dat hij de ligging en hoogte van de hogere delen van het gebergte in kaart bracht, zorgden zijn boeken ervoor dat er bij de bovenklasse een interesse in de Alpen op gang kwam die het vroege toerisme aanwakkerde.
Saussure beschreef de geologie van de Alpen op een tot dan toe niet eerder geprobeerde schaal. Hij beschreef de stand van gesteentelagen en bestudeerde fossielen en mineralen. Zelf ontdekte hij vijftien nieuwe mineralen. Hij was een aanhanger van het neptunisme, de theorie dat alle gesteenten en mineralen ter wereld uiteindelijk in de zee gevormd zijn. Waarschijnlijk was Saussure de eerste die het woord "geologie" gebruikte in 1779.
Saussure was ook een pionier op het gebied van meteorologie, de bestudering van de atmosfeer en het weer. Bij de beklimming van toppen en hoge passen nam hij barometers en thermometers mee, om de vochtigheid, temperatuur, luchtdruk, intensiteit van de zonnestraling en samenstelling van de atmosfeer te meten. Ook nam hij een door hemzelf ontworpen cyanometer mee om de blauwheid van de blauwe lucht te meten. Hij zag het voordeel van synchrone metingen op verschillende hoogtes. Veel van zijn instrumenten bouwde hij zelf en hij is onder andere de uitvinder van een hygrometer, een elektrometer, een anemometer en een magnetometer. Ook was hij de uitvinder (in het Westen) van de zonneoven.
Hij mat de temperatuur op diepte in bergmeren en ontdekte dat de onderste laag van deze meren gedurende alle seizoenen dezelfde lage temperatuur heeft. Ook onderzocht hij de temperatuur in de grond en stelde vast dat het 6 maanden duurt voordat de seizoensgebonden opwarming op ongeveer 10 meter diepte aankomt. Onder die diepte zijn er daarom geen grote verschillen meer merkbaar tussen de seizoenen.

## Collectie

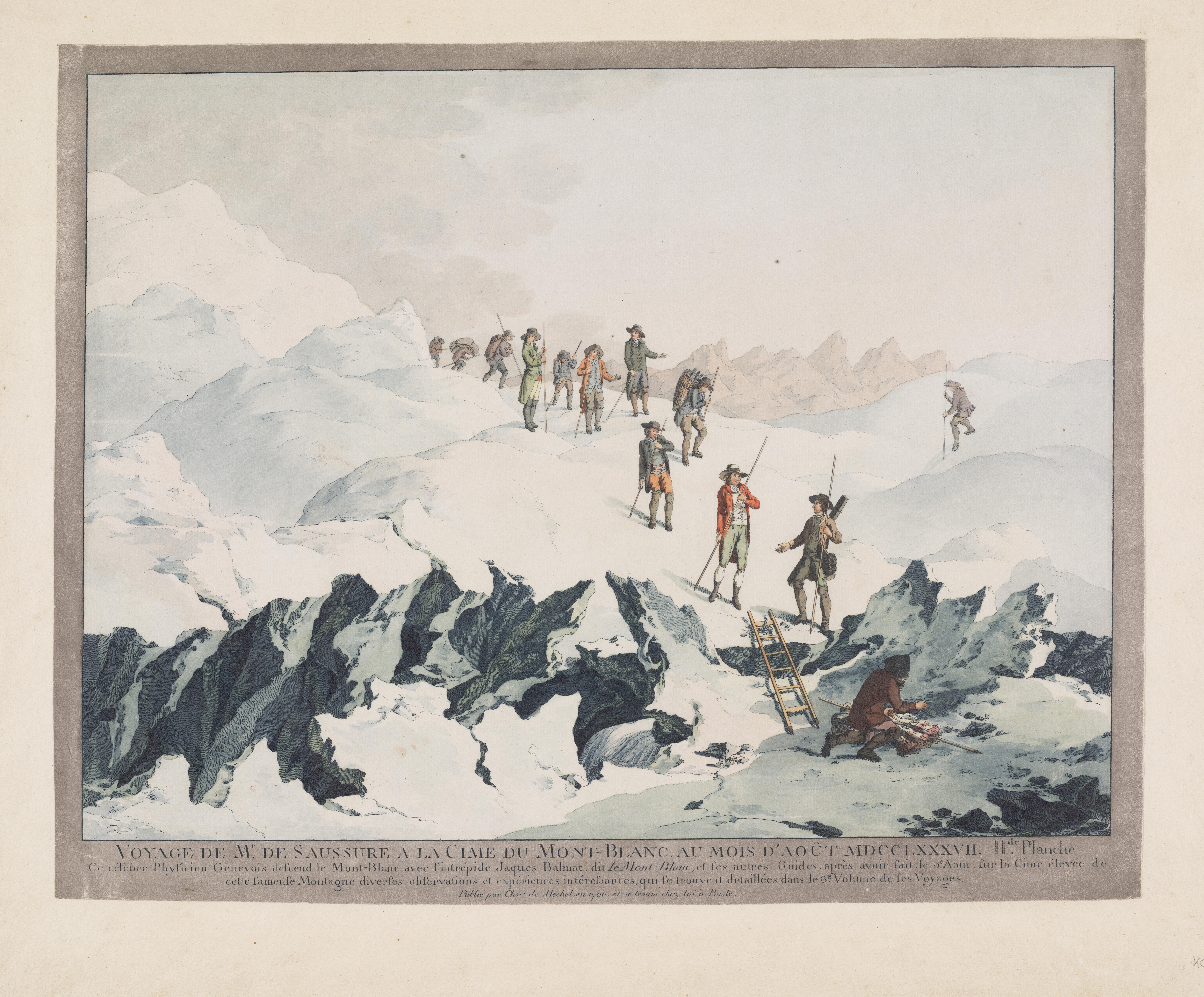
Afdaling van de Mont-Blanc in 1787 door H.B. de Saussure
(1790), Christian von Mechel, Teylers Museum

Charles François Exchaquet vervaardigde in 1787 een maquette van de Mont Blanc waarop de beklimming van Saussure met stippellijnen is aangegeven. Deze maquette is in 1799 door Martinus van Marum aangekocht voor Teylers Museum en daar nog steeds te bezichtigen. In Teylers Museum wordt ook het topje van de Mont Blanc bewaard: het hoogste stukje ijsvrije steen dat door Sausurre is afgehakt tijdens zijn beklimming in 1787.
Ook het Muséum d'histoire naturelle de la Ville de Genève in Genève bezit een uitgebreide collectie Horace-Bénédict de Saussure.

## Erkenning
Het mineraal saussuriet is naar Horace-Bénédict de Saussure genoemd. Tussen 1979 en 2000 stond Saussure op het biljet van 20 Zwitserse frank.

## Publicaties
- Relation abrégée dún voyage à la cime du Mont-Blanc en Août 1787 uitg. Barde, Manget & Compagnie, Genève, 1787; heruitg. facs. Oscar Brandstetter, Leipzig, 1928.

- Bibsys: 4073378
- Biblioteca Nacional de Chile: 000416315
- Biblioteca Nacional de España: XX1693399
- Bibliothèque nationale de France: cb119237943 (data)
- Author citation (botany): Sauss.
- Catàleg d'autoritats de noms i títols de Catalunya: 981058517433606706
- CiNii: DA06704436
- Gemeinsame Normdatei: 118804790
- Historisch woordenboek van Zwitserland: 015911
- International Standard Name Identifier: 0000 0001 2128 0601
- Library of Congress Control Number: n79134871
- Nationale Bibliotheek van Tsjechië: jx20070410004
- Nationale bibliotheek van Australië: 35825373
- Nationale Bibliotheek van Israël: 987007267649405171
- Nationale Bibliotheek van Polen: a0000002924257
- Nederlandse Thesaurus van Auteursnamen: 072034734
- Istituto Centrale per il Catalogo Unico: CFIV113727
- LIBRIS: 358244
- SNAC: w6nm0v1q
- Système universitaire de documentation: 027124010
- Trove: 1104741
- Virtual International Authority File: 36924377
- WorldCat: E39PBJx4hBGRWFH7mhPrFyFYfq